# La Forêt (Ostrovski)
Pour les articles homonymes, voir La Forêt.
La Forêt (en russe : Лес, Les) est une pièce en cinq actes d'Alexandre Ostrovski écrite en 1870. Elle est publiée pour la première fois dans la revue Les Annales de la Patrie en 1871, vol. 194, no 1, et mise en scène pour la première fois au théâtre Alexandrinski le 1er novembre 1871.

## Argument
Une riche veuve, Raïssa Pavlovna, qui possède des terres, vend des portions de la « forêt » de son domaine à un marchand ambitieux et rusé. Elle a une pupille, sa nièce, et un hôte plus jeune qu'elle. Son neveu et héritier, frère de sa pupille, est un acteur de province devenu vagabond. Il débarque chez sa tante avec un autre comédien rencontré en route et ils s'y installent. Le commerçant escroque Raïssa lors de la vente de la forêt, mais le neveu réussit à récupérer l'argent volé. Le fils du marchand, lui, est amoureux de la jeune pupille ; ils voudraient se marier, mais ils n'ont pas d'argent, et elle est enceinte. Ils songent à fuir ou à se suicider ensemble. La veuve, quant à elle, a des vues sur son hôte beaucoup plus jeune. Il finit par tomber dans ses bras et l'épouse, devenant par conséquent régisseur du domaine. Elle refuse de donner une dot à sa pupille, mais le neveu-acteur révèle alors son bon cœur, car il sacrifie sa part d'héritage pour la jeune pupille, afin de lui fournir la dot qui lui assurera un mariage heureux avec le fils du marchand,.

## Personnages
- Raïssa Pavlovna Gourmyjskaïa : veuve d'une cinquantaine d'années, très riche propriétaire
- Axinia Danilovna dite Axioucha : parente pauvre de Gourmyjskaïa
- Guennadi Fortunatov : vagabond
- Arkadi Infortunatov : vagabond
- Ivan Petrov Vosmibratov : marchand grossiste en bois
- Piotr : fils de Vosmibratov
- Alexeï Boulanov : jeune homme, fils d'une vieille amie de Gourmyjskaïa
- Evgueni Milonov : voisin de Gourmyjskaïa, homme élégant de quarante-cinq ans
- Ouar Kirilytch Bodaïev : voisin de Gourmyjskaïa, ancien militaire d'une soixantaine d'années, porte une moustache et des rouflaquettes, un peu sourd, il arbore les décorations militaires et s'appuie sur une béquille
- Karp : valet de Raïssa Gourmyjskaïa
- Oulita : la domestique
- Terenka : petit garçon

## Mises en scènes
- 1988 : mise en scène Agathe Alexis, Théâtre de l'Atalante
- 1989 : mise en scène Bernard Sobel, Théâtre de Gennevilliers
- 1999 : mise en scène Cyril Grosse, Théâtre de Nice
- 2002 : mise en scène Guy-Pierre Couleau, Théâtre Firmin Gémier
- 2004 : mise en scène Piotr Fomenko, Comédie Française
- 2006 : mise en scène Philippe Sireuil, Théâtre de Carouge
- 2012 : mise en scène Xavier Lukomski, Théâtre le Public[4]

## À l’écran
- 1980 : La Forêt, film de Vladimir Motyl, avec Lioudmila Tselikovskaïa et Boris Plotnikov
- 2014 : La Forêt, téléfilm d'Arnaud Desplechin, avec Denis Podalydès et Michel Vuillermoz